# 中里村 (神奈川県)
中里村（なかざとむら）は、1889年（明治22年）4月1日から1939年（昭和14年）4月1日まで存在した神奈川県都筑郡の村。

## 概要
神奈川県都筑郡北部の村。現在の神奈川県横浜市青葉区中北部（谷本川流域）、緑区北部（恩田川以北）にあたる。

### 沿革
- 1889年（明治22年）4月1日 - 町村制の施行により、市ケ尾村、大場村、鴨志田村、鉄村、黒須田村、上谷本村、下谷本村、寺家村、成合村、西八朔村、北八朔村、小山村、青砥村および下麻生村の一部（字押切の飛地）が合併して発足。
- 1939年（昭和14年）4月1日 - 横浜市に編入。同日中里村廃止。同日に新設された港北区の一部となる。
- 1969年（昭和44年）4月1日 - 横浜市港北区から緑区が分区。旧村域は緑区となる。
- 1994年（平成6年）11月6日 - 横浜市港北区、緑区の2区が、港北区、緑区、都筑区、青葉区の4区に再編成。旧村域のうち西八朔町、北八朔町、小山町、青砥町（いずれも旧村名のまま）が緑区に残り、残部が青葉区になる。

## 交通

### 鉄道路線
現在は東急田園都市線の市が尾駅、藤が丘駅が存在するが、当時は未開業。

### 道路
- 厚木大山街道（現国道246号）
- 神奈川県道12号横浜上麻生線（現在の名称）

## 現在の地名
いずれも大体の範囲。

### 横浜市青葉区
- 市ケ尾町
- 梅が丘
- 大場町
- 柿の木台
- 上谷本町
- 鴨志田町
- 鉄町
- 黒須田
- 寺家町
- 下谷本町
- すすき野
- たちばな台
- 千草台
- 成合町
- 藤が丘
- みたけ台
- もえぎ野
- もみの木台の全域
- あざみ野
- 荏田西
- 荏子田
- 桂台
- 桜台
- さつきが丘
- すみよし台
- みすずが丘の各一部

### 横浜市緑区
- 北八朔町
- 西八朔町
- 小山町
- 青砥町